# Beautiful Maladies: The Island Years
Beautiful Maladies: The Island Years è un album raccolta di brani di Tom Waits pubblicato nel 1998.

## Tracce
Testi e musiche di Tom Waits eccetto dove diversamente indicato.
1. Hang On St. Christopher (tratto da Franks Wild Years) - 2:44
2. Temptation (tratto da Franks Wild Years) - 3:53
3. Clap Hands (tratto da Rain Dogs) - 3:48
4. The Black Rider (tratto da The Black Rider) - 3:23
5. Underground (tratto da Swordfishtrombones)   - 1:59
6. Jockey Full of Bourbon (tratto da Rain Dogs) - 2:47
7. Earth Died Screaming (tratto da Bone Machine) - 3:38
8. Innocent When You Dream (78) (tratto da Franks Wild Years) - 3:09
9. Straight to the Top (tratto da Franks Wild Years) - 2:28
10. Frank's Wild Years (tratto da Swordfishtrombones)   - 1:52
11. Singapore (tratto da Rain Dogs) - 2:45
12. Shore Leave (tratto da Swordfishtrombones)   - 4:18
13. Johnsburg, Illinois (tratto da Big Time) - 1:34
14. Way Down in the Hole (tratto da Franks Wild Years) - 3:30
15. Strange Weather (Live) (tratto da Big Time) - 3:34
16. Cold, Cold Ground (Live) (tratto da Big Time) - 3:27
17. November (tratto da The Black Rider) - 2:55
18. Downtown Train (tratto da Rain Dogs) - 3:51
19. 16 Shells from a Thirty-Ought Six (tratto da Swordfishtrombones)  - 4:33
20. Jesus Gonna Be Here (tratto da Bone Machine) - 3:19
21. Good Old World (Waltz) (tratto da Night on Earth) - 3:55
22. I Don't Wanna Grow Up (tratto da Bone Machine) - 2:32
23. Time (tratto da Rain Dogs) - 3:53